# بي.إن.03
بي.إن.03 (بالإنجليزية: P.N.03)‏ ، هي اختصار لكلمة برودكت نمبر زيرو ثري (Product Number Zero Three) ، هي لعبة فيديو من نوع تصويب منظور الشخص الثالث، أنتجها شركة كابكوم اليابانية سنة 2003م وتعمل على نظام نينتندو جيم كيوب الحصري.

## وصلة خارجية
- الموقع الرسمي
- الموقع الرسمي
- P.N.03 على موبي غيمز